# Golgota (powieść Ajtmatowa)
Golgota (tyt. oryg. Плаха) – rosyjskojęzyczna powieść kirgiskiego pisarza Czyngiza Ajtmatowa, wydana w 1986 roku. W Polsce utwór został wydany w 1991 przez PIW w przekładzie Alicji Wołodźko. 
Powieść traktuje o losach Abdiasza Kallistratowa. Bohater, były student teologii i dziennikarz, zamierza poświęcić się pracy wśród ludzi zdemoralizowanych, bezskutecznie próbując reedukować grupę przestępców zajmujących się handlem narkotykami. Zostaje przez nich ukrzyżowany na stepie.